# Acrodicrania bifasciata
Acrodicrania bifasciata är en tvåvingeart som beskrevs av Edwards 1928. Acrodicrania bifasciata ingår i släktet Acrodicrania och familjen svampmyggor. Inga underarter finns listade i Catalogue of Life.